# Phortica variegata
Phortica variegata – gatunek muchówki z rodziny wywilżnowatych i podrodziny Steganinae.
Gatunek ten opisany został w 1823 roku przez Carla Fredrika Falléna jako Drosophila variegata.
Muchówka o ciele długości od 3 do 5 mm. Głowę jej charakteryzuje dobrze rozwinięta listewka twarzowa. Arista czułka ma pierzaste owłosienie. Tułów ma matowo brązowe śródplecze z czterema szarymi pasami podłużnymi i białawoszarymi kropkami, natomiast pozbawiony jest białych plam na guzach barkowych i szwach między mezopleurami a pteropleurami. Skrzydła cechują się żyłką subkostalną bez sierpowatego zakrzywienia za żyłką barkową oraz tylną komórką bazalną odseparowaną od komórki dyskoidalnej. Odnóża są żółte z czarniawobrązowym środkiem ud i trzema obrączkami na goleniach.
Owad znany z Hiszpanii, Andory, Wielkiej Brytanii, Francji, Belgii, Niemiec, Szwecji, Finlandii, Szwajcarii, Austrii, Włoch, Polski, Białorusi, Czech, Słowacji, Węgier, Rumunii, Bułgarii, Albanii, europejskiej części Rosji i wschodniej Palearktyki, aż po Kraj Nadmorski.